# Africa (album de Pharoah Sanders)
Pour les articles homonymes, voir Africa.
Albums
Shukuru
(1985) Oh Lord, Let Me Do No Wrong
(1987)
Africa est un album de Pharoah Sanders enregistré en 1987 et sorti sur le label néerlandais Timeless.

## Titres
Tous les morceaux sont composés par Pharoah Sanders sauf indication contraire.
| 1.    | You've Got to Have Freedom                         |                        | 10:01 |
| 2.    | Naima                                              | John Coltrane          | 5:26  |
| 3.    | Origin                                             |                        | 6:50  |
| 4.    | Speak Low                                          | Kurt Weill, Ogden Nash | 8:04  |
| 5.    | After The Morning                                  | John Hicks             | 6:29  |
| 6.    | Africa                                             |                        | 8:20  |
| 7.    | Heart to Heart (morceau bonus sur la réédition CD) |                        | 7:17  |
| 8.    | Duo (morceau bonus sur la réédition CD)            |                        | 4:32  |
| 56:59 |                                                    |                        |       |

## Musiciens
- Pharoah Sanders – saxophone ténor
- John Hicks – piano
- Curtis Lundy – contrebasse
- Idris Muhammad – batterie